# Trece (canal de televisió)
Trece és un canal de televisió espanyol de TDT. Va començar les seves emissions en proves el 6 de novembre de 2010 i les regulars, el 29 de novembre de 2010. La seva programació es basa en la difusió dels valors i credo de l'Església Catòlica, tot centrant-se en continguts per a tots els membres de la família. La Conferència Episcopal Espanyola és el principal accionista d'aquest canal generalista.

## Història
Trece és un canal generalista que va llogar una de les freqüències del múltiplex de TDT d'Unitat Editorial. En el grup d'inversors que va fer realitat aquesta aposta hi ha la mexicana kW TV i l'exdirector de Popular TV, Alejandro Samanes. Segons la informació la firma d'aquest acord es va produir el mes de febrer de 2010 i durarà 15 anys. El 15 de juny de 2010 Veo Televisión va demanar autorització a la Secretaria d'Estat de Telecomunicacions i per a la Societat de la Informació per cedir aquesta freqüència a l'esmentat grup. Al principi el nom del canal tenia com a base el nom de "10 TV", però després de l'aparició de la televisió de Vocento, La 10, es va optar per la denominació de "13 TV".
El 6 de novembre de 2010 el canal va iniciar les seves emissions en proves amb la retransmissió de la visita del Papa Benet XVI a Santiago de Compostel·la i a Barcelona, compartint senyal amb Popular TV, i el 29 de novembre, les seves emissions regulars.
El 18 de desembre de 2013 el Tribunal Suprem va dictar una ordre de cessament de les emissions del canal per considerar nul·la la concessió de canals que el govern espanyol va fer el 2010 per no respectar la Llei General Audiovisual.

## Programació
Trece compta amb programes de producció pròpia, un dels senyals d'identitat del canal, entre els quals hi ha Los decanos (programa d'actualitat sobre la salut i temes assistencials), Cuéntanos tu historia (programa d'entrevistes), Nuestro cine (emissió del millor cinema en espanyol) o Butaca 13 (amb les millors estrenes de cinema). Al capdavant d'aquests espais es pot trobar a un equip de comunicadors com Esteban Pérez Almeida, Ana Orúe, José Luis Uribarri o Juana Samanes, respectivament. Entre els seus programes també destaquen els documentals sobre la ciència i la naturalesa i un programa de cuina divertit.
Un dels espais estrella del canal és De hoy a mañana, que condueixen de dilluns a dijous, i de 23.30 a 01.00 hores, Adolfo Arjona i Milena Martín. Es tracta d'un xou informatiu que no només se centra en la informació, sinó que avança la premsa de l'endemà i busca la millor anàlisi a través d'una tertúlia amb persones destacades. El programa connecta en directe amb els directors dels programes de la COPE Tiempo de juego (Francisco González González) i La linterna (César Vidal). De hoy a mañana té una edició especial els divendres, de 22.00 a 00.00 hores, amb un format més orientat cap al magazín, que condueixen Immaculada Galván i PJ Rodríguez.
Trece també té dos informatius diaris (Al Día). Raquel Caldas presenta el de les 14.00 hores, mentre que Miguel Martín Bordoy presenta les notícies més destacades del dia a les 20.00 hores. En ambdós espais hi tenen cabuda els esports de la mà del periodista Ricardo Altable i la informació meteorològica que va a càrrec d'InfoMéteo amb la presentadora Elena Miñambres.
A més, entre les seves sèries, destaquen títols com Manolito Gafotas, Maternity i la telenovel·la La dama de rosa. Pel que fa al cinema, a més del que ofereix José Luis Uribarri a Nuestro cine, 13 TV també emet La hora de la nostalgia, un contenidor que emet les millors sèries i pel·lícules de les últimes dècades.
Finalment, Trece emet diàriament en directe la Missa i l'Àngelus.

## Crítiques
Veus crítiques tant des de dins com des de fora de l'Església van criticar en diverses ocasions la vinculació d'una televisió que hi ha qui considera que té una tendència anticatalana clara amb la jerarquia de l'Església Catòlica. Una de les manifestacions en contra més clares es va produir a l'octubre del 2013, quan un grup de laics cristians vinculats a la política, el pensament i la comunicació, entre ells assessors d'organismes de la Santa Seu, van fer arribar una carta a la Comissió Permanent de la Conferència Episcopal Espanyola denunciant «l'escàndol» i la «intoxicació mediàtica» de la cadena de televisió controlada pels bisbes espanyols. El text el signen personalitat com Eugeni Gay, exvicepresident del Tribunal Constitucional, i els tres laics catalans que formen part dels organismes assessors del Vaticà: Josep Maria Cullell, degà del Col·legi d'Auditors del Vaticà, Josep Miró i Ardèvol, membre del Pontifici Consell per als Laics, i Francesc Torralba, consultor del Pontifici Consell de la Cultura, entre d'altres. Van considerar que «la desqualificació personal, la demagògia, la reiteració fins a l'extrem de tòpics i de prejudicis, la mentida reiterada, la vexació i la humiliació de col·lectius sencers, la violència verbal i la mala educació» estan presents en alguns programes i tertúlies de la 13TV. Van apuntar que una cadena que essent propietat dels bisbes «hauria de ser exemple de pacificació, de diàleg i de recerca de la convivència harmònica entre tots els ciutadans».